# Aya Takano
Aya Takano タカノ綾 (Saitama, 22 dicembre 1976) è un'artista e pittrice giapponese. Takano è una dei principali precursori del movimento artistico Superflat assieme ad artisti come Takashi Murakami, Yoshitomo Nara e Mahomi Kunikata ed è parte del gruppo Kaikai Kiki, anch'esso fondato da Murakami.
Takano è nota anche come mangaka, illustratrice, e saggista di fantascienza.

## Biografia
Da quando aveva vent'anni ha sviluppato uno stile molto personale e originale che cerca di combinare a raffigurazioni tradizionali giapponesi, immagini fantascientifiche, riflettendo lo spirito del Giappone moderno. Crea sia dipinti di grande formato che piccoli acquerelli ispirati alla pittura Ukiyo-e. Nel 1996 ha iniziato a lavorare nello studio di Takashi Murakami, entrando così a far parte del "Kaikai Kiki Co. Ltd", una compagnia creata da Murakami stesso, al fine di promuovere i giovani artisti con mostre, pubblicazioni e distribuzione di prodotti commerciali derivanti dalla loro arte. Takashi Murakami ha un ruolo molto importante nella carriera artistica di Takano, infatti ha spesso presentato le sue opere, soprattutto in Giappone e negli Stati Uniti.

## Opere
Takano ha confessato di avere influenze molto varie che spaziano dalla pittura religiosa italiana del XIV secolo, alle prove dell'esistenza aliena, all'estetica di MTV.